# إميل شامبيون
إميل شامبيون (بالفرنسية: Émile Champion)‏ هو عداء مراثوني فرنسي، ولد في 7 أغسطس 1879 في باريس في فرنسا، وتوفي في 1921.

## وصلات خارجية
- إميل شامبيون على موقع الاتحاد الفرنسي لألعاب القوى (الفرنسية)
- إميل شامبيون على موقع اللجنة الأولمبية الدولية (الإنجليزية)
- إميل شامبيون على موقع أوليمبيديا (الإنجليزية)